# Szentiványi Károly (politikus)
Szent-Iványi Szentiványi Károly (Besztercebánya, 1802. január 16. – Budapest, 1877. január 26.) főispán, politikus, országgyűlési képviselő, a képviselőház elnöke (1865. december 20. – 1869. április 22.).

## Életútja
Régi nemesi családból származott. Iskolai tanulmányait a szülői házban és a pesti piaristáknál végezte, Sárospatakon jogot tanult. Huszonkét éves korától sajógömöri családi birtokán lakott, hamarosan bekapcsolódott a megyei közéletbe. 1824-ben Zichy Ferenc főispán tiszteleti jegyzővé nevezte ki. 1827-ben aljegyző, 1832-ben főjegyző, 1836-ban a putnoki járásban főszolgabíró lett. Az 1839–1840. évi és az 1847–1848. évi pozsonyi országgyűléseken Gömör vármegye követe, Deák Ferenc híve volt, a szabadelvű ellenzékhez tartozott. 1848. május 16-án Gömör és Kis-Hont vármegye főispánja és így a felsőháznak is tagja lett, követte az országgyűlést Debrecenbe is. 1849. májusban Erdélybe teljhatalmú kormánybiztosnak nevezték (miután elődje, Csány László miniszteri tárcát kapott).
A szabadságharc után őt is perbe fogták, felségárulás vádjával halálra ítélték, de az uralkodó 1851 októberében megkegyelmezett neki. (A Vasárnapi Ujság 1877. évi nekrológjában azt írta, hogy „Haynau – belefáradva a vérengzésbe, s bosszantani akarva a bécsi kormányt, hol egyszerre kegyvesztetté lőn – kétszázad magával neki is megkegyelmezett”.) Pestre költözött, de évente pár hónapot Gömörben gazdálkodó testvéreinél töltött. Hosszú ideig a közügyektől visszavonultan élt. 1861-től 1872-ig ismét országgyűlési képviselő volt, 1865-től a Deák-párt képviselője. Deák Ferenc javaslatára 1865. december 20-án a képviselőház elnökévé választották, tisztségét 1869. április 22-éig töltötte be. 1872-ben visszavonult a közélettől. Legközelebbi barátai, Deák és Kemény Zsigmond báró halála után kerülte a társaságot és alig hagyta el lakását.